# (86666) 2000 FL10
(86666) 2000 FL10 – planetoida należąca do grupy Apolla okrążająca Słońce w ciągu 1,77 lat w średniej odległości 1,46 j.a. Została odkryta 30 marca 2000 roku w ramach programu Catalina Sky Survey.
W październiku 2015 roku w Internecie pojawiła się wiadomość o bliskim przelocie (ok. 25 mln km, 2015-10-10) obok Ziemi tej planetoidy, której średnica może wynosić od 1,2 km do 2,6 km. Jednak w oficjalnych źródłach NASA wzmianka o tym wydarzeniu pojawiła się tylko w aktualizowanej tabeli bliskich przelotów (ang. Recent close approaches to Earth) oraz w poście na koncie Asteroid Watch na serwisie Twitter.